# Nefertari (esposa de Thutmose IV)
Nefertari fue una princesa egipcia de sangre real, una de las dos grandes esposas reales de Thutmose IV. No se sabe muy bien su ascendencia, pero sin dudas sería hija de Amenhotep II, pues de no ser el caso jamás habría sido Gran Esposa Real del faraón siguiente.
Conocemos poco acerca de ella, pues el reinado de su medio-hermano y marido fue relativamente corto (10 años) y sólo trajo niñas al mundo, por lo que el siguiente rey, Amenhotep III, que no guardaba ningún parentesco con esta reina, la desplazó a favor de su madre Mutemuia.

## Otras reinas llamadas Nefertari
No se debe confundir esta reina con otras del Imperio Nuevo de Egipto que también tuvieron el mismo nombre, como es el caso de Ahmose-Nefertari, la esposa de Ahmose I, o de la reina Nefertari Meritenmut, esposa de Ramsés II.